# 17 Librae
17 Librae är en orange jätte i stjärnbilden Vågen.
17 Librae har visuell magnitud +6,60 och kräver fältkikare för att kunna observeras. Den befinner sig på ett avstånd av ungefär 355 ljusår.